# XIII Congresso Olimpico
Il XIII Congresso Olimpico è stato organizzato dal Comitato Olimpico Internazionale dal 3 al 5 ottobre 2009 a Copenaghen, in Danimarca, all'interno del programma della 121ª Sessione CIO. Il tema principale di questo congresso è "Il ruolo del Movimento Olimpico nella società", occupandosi di varie tematiche tra cui gli atleti, i Giochi olimpici, la struttura del Movimento Olimpico, il rapporto tra Olimpismo e gioventù e la rivoluzione digitale.

## Il congresso
La città di Copenaghen è stata scelta l'8 febbraio 2006 durante la 118ª sessione del CIO tenutasi a Torino, in Italia. Gli altri candidati erano Atene (Grecia), Pusan (Corea del Sud), Il Cairo (Egitto), Riga (Lettonia), Singapore (Singapore) e Taipei (Taiwan).
Convocato su iniziativa del Presidente del CIO Jacques Rogge per assicurare continuità di lavoro al movimento olimpico, per discutere dello sviluppo e del funzionamento dei Giochi olimpici e per definire i principali aspetti su cui sviluppare il futuro dello sport, il XIII Congresso Olimpico ha riunito circa 1000 partecipanti, tra rappresentanti dei comitati olimpici nazionali, dei comitati organizzativi delle Olimpiadi future, delle federazioni sportive riconosciute dal massimo organo sportivo e i membri del Comitato Olimpico Internazionale, oltre ad alcuni rappresentanti dei partner olimpici del CIO, dei media e dei vari sport, come atleti, tecnici e giudici; tra le autorità che hanno partecipato al Congresso Olimpico vi erano il Consigliere speciale dell'ONU per lo sport Adolf Ogi, il Presidente della Commissione europea José Manuel Barroso, il Principe ereditario della Danimarca Federico, Re Juan Carlos I di Spagna, il Principe ereditario del Giappone Naruhito, il Presidente degli Stati Uniti d'America Barack Obama, il presidente del Brasile Luiz Inácio Lula da Silva, Principe Alberto II di Monaco, il Granduca di Lussemburgo Enrico, il Principe dei Paesi Bassi Guglielmo Alessandro e la principessa del Regno Unito Anna. Per la prima volta, fu prevista anche una consultazione pubblica.
Il Congresso ha visto interventi relativi ai seguenti temi:
- Gli atleti: le relazioni fra gli atleti, le federazioni e i comitati olimpici nazionali; la salute e la vita sociale e professionale di un atleta
- I Giochi Olimpici: come mantenere i Giochi come un evento di primaria importanza, i valori olimpici e i Giochi nei Paesi in via di sviluppo
- Struttura del Movimento Olimpico: l'autonomia, il governo e l'etica del movimento
- Olimpismo e gioventù: gli eventi sportivi giovanili e come rendere invitante lo sport
- La rivoluzione digitale: nuova gestione dei diritti sportivi e come aumentare il pubblico sportivo